# Mettler Toledo

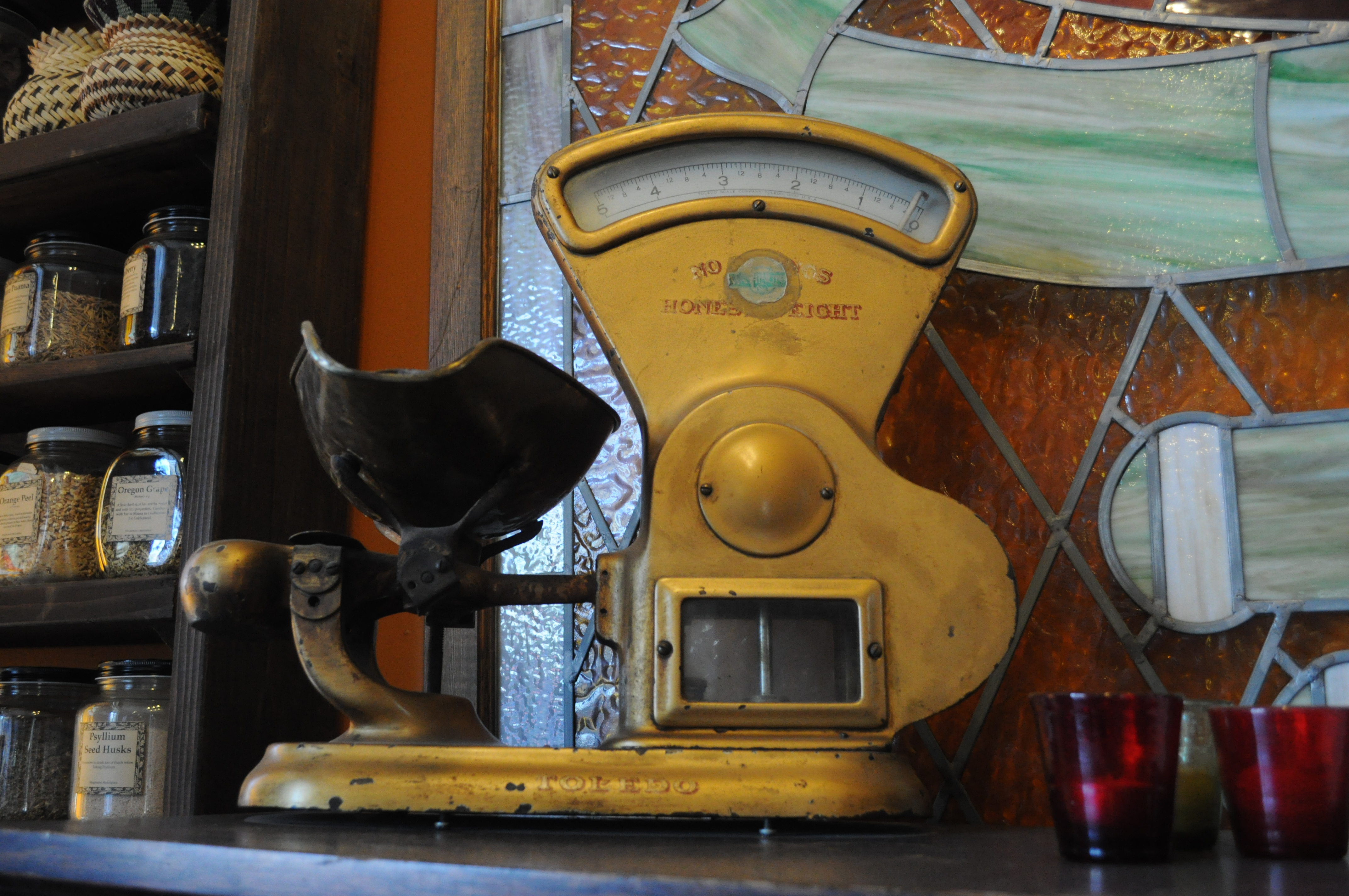
Ancienne balance Toledo.

Mettler Toledo est un des principaux fabricants mondiaux de balances de précision, d'instruments de mesure et d'analyse. La société a été fondée en 1945 par Erhard Mettler. Le siège social se situe à Greifensee (Suisse). Mettler Toledo est le nom de marque alors que Mettler-Toledo (avec trait d'union) est le nom de la société. Elle emploie environ seize mille personnes pour un chiffre d'affaires de 2,935 milliards de dollars US pour l'exercice 2018.

## Description
Les instruments Mettler Toledo sont utilisés dans la recherche scientifique, les laboratoires de R&D, les laboratoires pharmaceutiques, le contrôle qualité, les chaînes de production, jusqu'à la vente au détail, en passant par le conditionnement et la logistique. Les principaux secteurs concernés sont les industries pharmaceutiques, chimiques, agroalimentaires et cosmétiques.
L'entreprise a une étendue mondiale, avec une répartition en 2018 de 31 % de ventes en provenance d'Europe, 38 % d'Amérique et 31 % d'Asie. Elle est aujourd'hui composée de quarante antennes commerciales pour une couverture de plus de 140 pays. L'entreprise compte 7 900 représentants technico-commerciaux.

## Histoire et création

### Toledo Scale
Allen DeVilbiss, Jr. (1873-1911) était un inventeur vivant à Toledo dans l'Ohio (États-Unis). Il s'est rapidement intéressé aux mécanismes des machines de pesage, et émit l'idée d'une balance à pendule automatique. Il fit valider et tester son concept avec l'aide d'un boucher local, qui réalisa que ses clients appréciaient ce système de calcul de pesée automatique, car il éliminait le risque de surcharge. Alors que son invention gagnait en popularité, DeVilbiss ne fût pas intéressé pour la commercialiser.
En 1900, Henry Theobald (1868-1924) quitta son emploi à l'entreprise National Cash Register et décida de fonder sa propre entreprise, car il était convaincu que commercialiser des balances à pendules automatiques allait fonctionner. Il sollicita des investisseurs pour obtenir l'aide financière nécessaire et racheta l'entreprise de DeVilbiss,. Le 10 juillet 1901, l'entreprise Toledo Computing Scale and Cash Register Company fût créée,.
En mai 1902, l'entreprise vendait plus de cent caisses enregistreuses avec balances par mois. À ce moment, John H. Patterson, l'ancien patron de Theobald de l'entreprise National Cash Register, menaça d'attaquer l'entreprise en justice pour violation de brevets. Comme alternative, Patterson proposa de racheter tous les brevets et propriétés concernant les caisses enregistreuses, en plus de la condition que l'entreprise de Theobald ne participe plus au commerce de caisses enregistreuses. Les investisseurs, qui avaient peur des conséquences financières possibles, acceptèrent l'accord en juin 1902. Elle changea donc de nom pour s'appeler Toledo Computing Scale Company. Plus tard, Theobald choisit No Springs, Honest Weight (« Pas de ressorts, poids honnête »), comme slogan pour sa nouvelle entreprise,.

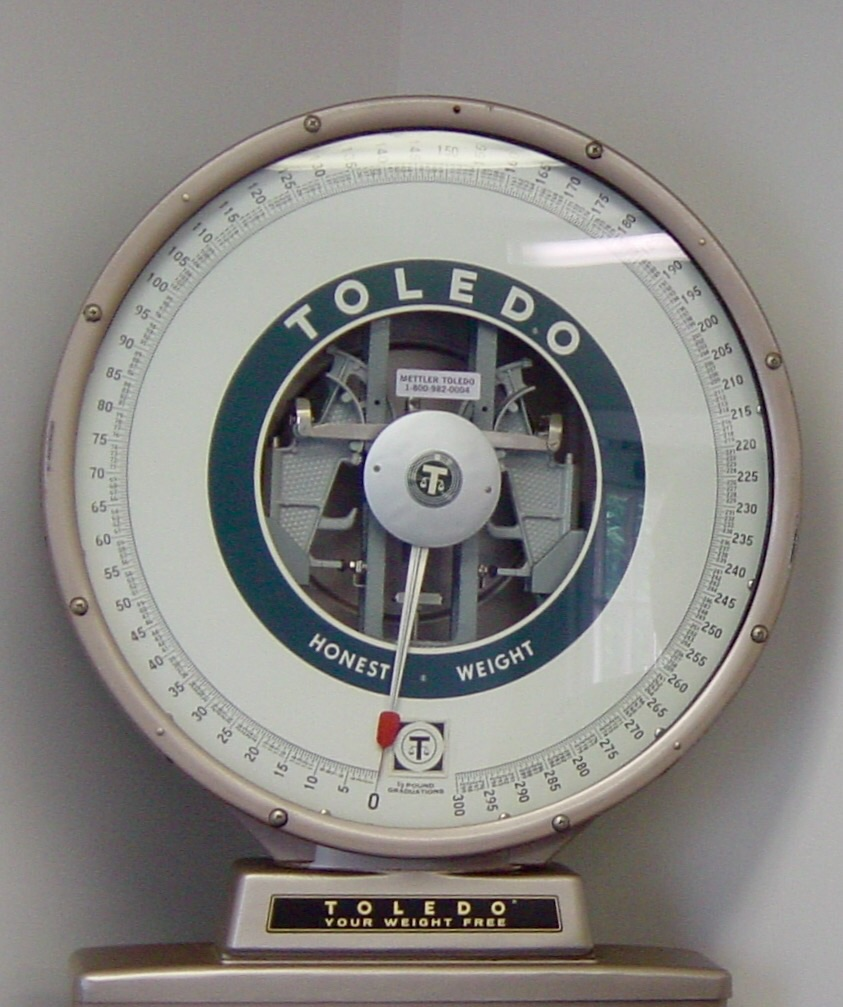
Ancienne balance Toledo.

Dans les années qui suivirent, Theobald réalisa que la balance et l'étape du pesage étaient essentielle lors de la transaction commerciale entre un marchand et ses clients. En utilisant la technologie de pesage à ressorts, il estimait que ses concurrents comme l'entreprise Dayton Scale Company permettaient aux marchands d'arnaquer leurs clients à cause de mesures de masses incorrectes des biens. Il mena une campagne auprès du gouvernement américain pour réguler la législation autour du pesage et éliminer les systèmes malhonnêtes. C'est ainsi que le 1er octobre 1907, le Massachusetts adopta la première loi concernant les mesures de masse aux États-Unis.
En 1912, l'entreprise changea de nouveau de nom pour s'appeler Toledo Scale Company. De plus, une nouvelle gamme de balances, composée d'un mécanisme à double pendule et d'un cadran de face, conçue pour les applications industrielles, fût commercialisée.

### Mettler Instruments AG
En 1945, le Dr Erhard Mettler, un ingénieur suisse, fonda une entreprise de mécanique de précision à Küsnacht, en Suisse. Il produisit pour la première fois en série une balance d'analyse à plateau unique, fonctionnant sur le principe de substitution,. Au laboratoire, des balances analytiques à plateau unique remplacèrent peu à peu les balances à deux plateaux traditionnels. Mettler diversifia sa ligne de produits en 1970 en introduisant les systèmes de titrage automatiques, et en acquérant le fabricant de balance Microwa AG. Il racheta son concurrent de cinq cents employés August Sauter KG, de Albstadt-Ebingen en Allemagne en 1971, pour ses solutions de pesage industrielles et dans le commerce.

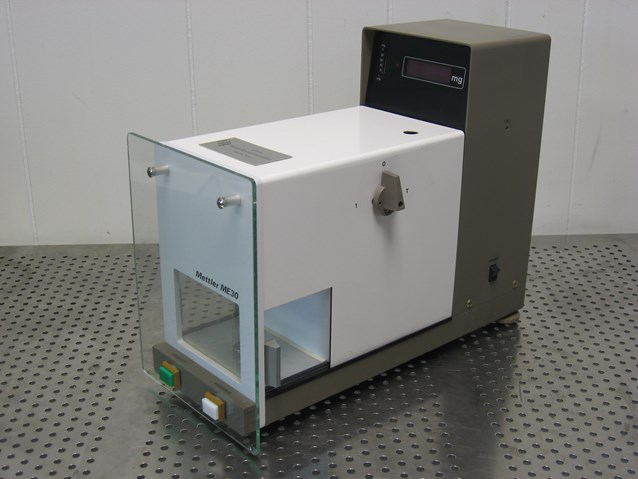
Microbalance ME30 Mettler Toledo.

Transformée en société anonyme en 1980, le Dr Mettler vendit son entreprise à Ciba-Geigy. Un troisième pilier — après le laboratoire et l'industrie — fût créé : le commerce. Les progrès technologiques ont rendu possible l'amélioration des balances du commerce en véritables instruments de gestion de biens périssables, comme les aliments.

### Mettler Toledo
En 1989, Reliance Electric vendit la division Toledo Scale à Ciba-Geigy, qui fût par la suite fusionnée à Mettler Instruments. Cette fusion augmenta l'étendue mondiale de l'entreprise, qui opérait déjà dans dix-huit pays. En 1990, Mettler racheta un nouveau concurrent, Ohaus Corp. En 1992, l'entreprise Mettler Toledo, Inc. fût constituée.
En 1996/97, Mettler Toledo, Inc. a été vendue par Ciba-Geiga aux investisseurs new-yorkais de l'AEA Investors Inc., en préparation pour une introduction en bourse. Celle-ci débuta au New York Stock Exchange, sous le ticker NYSE: MTD,,.

## Activité
L’activité de Mettler Toledo se répartit entre cinq divisions :
- Laboratoire : équipement de pesage et instruments d’analyse pour les laboratoires de R&D, les services de contrôle qualité et l’enseignement ;
- Industrie : équipement de pesage pour les applications industrielles : contrôle pour la production, le conditionnement, le stockage. Systèmes de mesure dimensionnelle de pesage et d'identification pour le transport et la logistique. Instruments de mesure et d'analyse en temps réel au cœur des procédés de fabrication industriels, comme les gaz, les liquides et l'eau pure ;
- Commerce : équipement de pesage poids/prix, de pesage/étiquetage et machines alimentaires pour la grande distribution, le commerce de détail, la restauration, les CHR et l'industrie agroalimentaire ;
- Inspection de produits : systèmes d'inspection et de contrôle des produits par la pesée dynamique, la détection des contaminants métalliques et corps étrangers, la vision et la traçabilité (sérialisation/agrégation) ;
- Service : prestations de services (assistance, maintenance, certification, prestations métrologiques) et formations personnalisées (sessions inter- ou intra-entreprises).